# Ambassade du Maroc en Guinée
L'ambassade du Maroc en Guinée est la représentation diplomatique du royaume du Maroc en république de Guinée. Elle est située au villa n°11&12, Cité des Nations BP 193, la capitale du pays. Son ambassadeur est, depuis le 14 décembre 2021, Issam Taib.

## Ambassadeurs du Maroc en Guinée
Les ambassadeurs du Maroc en Guinée ont été successivement.
| N° | Nom et prénoms  | date de remise des lettres de créance | Debut            | Fin            | Rois du Maroc | Présidents de la Guinée                          |
| -- | --------------- | ------------------------------------- | ---------------- | -------------- | ------------- | ------------------------------------------------ |
|    | Mohamed Lasfar, |                                       | 12 décembre 2003 |                | Mohammed VI   | Lansana Conté/Moussa Dadis Camara/Sékouba Konaté |
|    | Majid Halim,    |                                       | 6 décembre 2011  | septembre 2016 | Mohammed VI   | Alpha Condé                                      |
| 01 | Driss Isbayene  |                                       | octobre 2016,    | 2021           | Mohammed VI   | Alpha Condé/Mamadi Doumbouya                     |
| 02 | Issam Taib      |                                       | décembre 2021    | En cours       | Mohammed VI   | Mamadi Doumbouya                                 |